# Nhông đuôi gai Utila
Nhông đuôi gai Utila (danh pháp hai phần: Ctenosaura bakeri) là một loài cự đà trong chi Ctenosaura, là đặc hữu đảo Utila, thuộc tỉnh Islas de la Bahía ngoài khơi Honduras.
Đây là loài cự đà và một trong hai loài thằn lằn duy nhất chỉ sống ở đầm lầy ngập mặn, do phải chịu sự cạnh tranh với các loài lớn hơn. Nó là loài nhỏ nhất trong ba loài cự đà trên đảo Utila, và khác với những loài khác cùng chi, khi nở ra, con non có màu tối chứ không phải lục hay vàng. Loài này sống trên cây và chủ yếu ăn thực vật nước lợ, dù nó ăn thịt lúc có cơ hội. Con đực phát triển đến chiều dài 76 xentimét (30 in), con cái nhỏ hơn, đạt 56 xentimét (22 in). Trứng được đẻ trên bãi biển cát và nở khoảng 60-76 ngày sau, sau đó con non trở lại đầm lầy ngập mặn.
Dù bị đưa đến sát bờ vực tuyệt chủng vào thập niên 1990, nó được phục hồi bởi sự chú ý quốc tế nhờ vào nhà bò sát học người Đức Gunther Köhler và quyển sách Reptiles of Central America. Dù nhiều vườn thú và bảo tồn thiên nhiên đã tiến hành nhiều chương trình cho nhông đuôi gai Utila, C. bakeri vẫn bị đe dọa do săn bắt quá mức cũng như mất môi trường sống. Cố gắng bảo tồn tại nơi này đang cố giúp loài này tránh bị tuyệt chủng.

## Phân loại và tên
Ctenosaura bakeri được mô tả lần đầu tiên bởi nhà động vật học gốc Na Uy Leonhard Hess Stejneger năm 1901, khi đang làm việc cho Viện Smithsonian. Tên chi, Ctenosaura, xuất phát từ hai từ tiếng Hy Lạp: ctenos (Κτενός), nghĩa là "lược" (do những gai giống lược trên lưng và đuôi), và saura (σαύρα), nghĩa là "thằn lằn". Tên loài, bakeri, là để vinh danh Frank Baker, bạn và đồng nghiệp Stejneger, người từng là giám đốc Vườn thú Quốc gia tại Washington, D.C..
Loài này được tin rằng là đã tiến hóa từ một tổ tiên trong đất liền, có lẽ có cùng tổ tiên với C. melanosterna và C. palearis, do phát sinh loài cho thấy nó gần gũi với hai loài kia hơn C. similis.

## Phân bố và môi trường sống

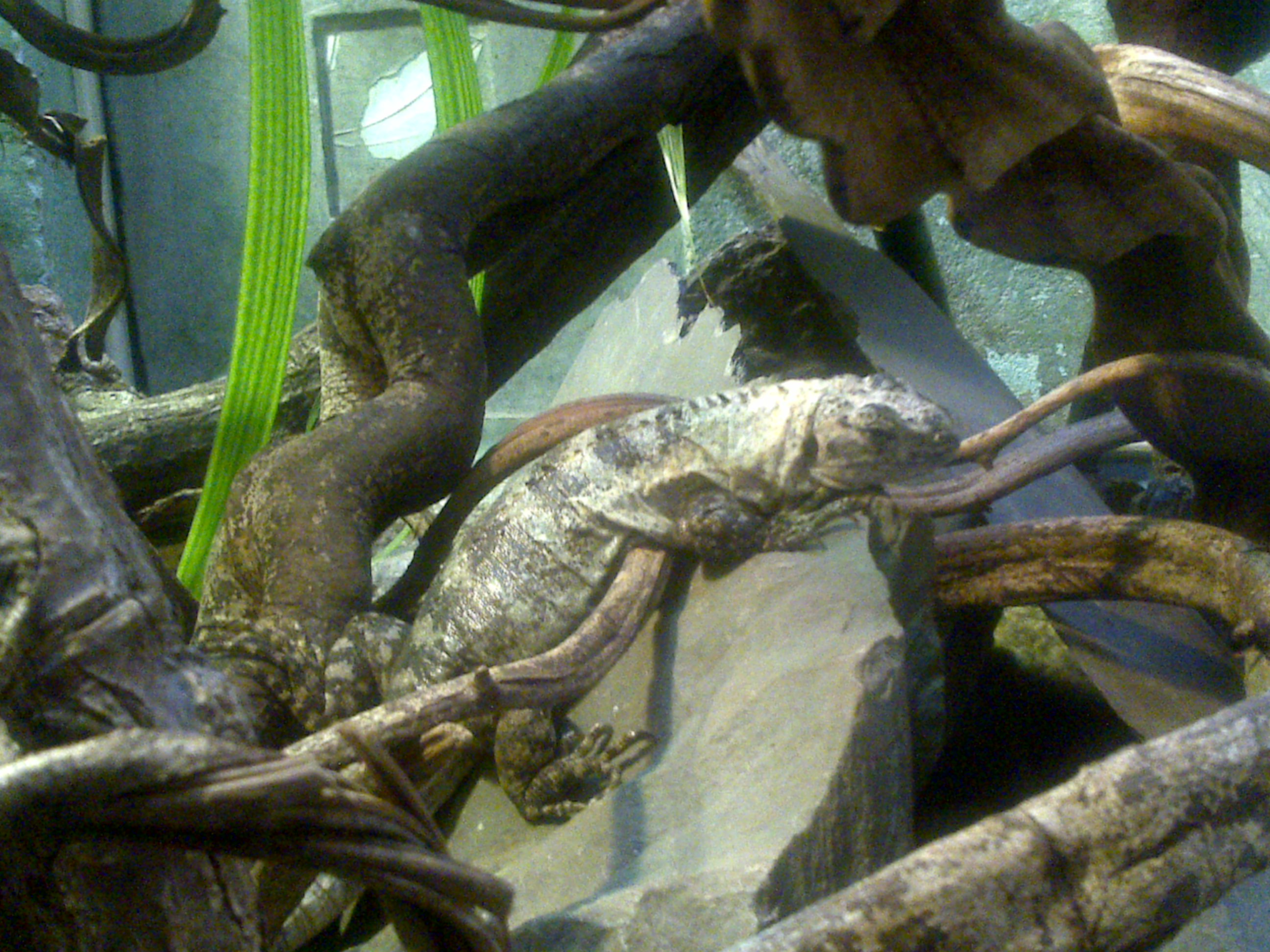
C. bakeri tại vườn thú London.

C. bakeri đặc hữu Utila, một đảo nằm ngoài khơi miền bắc Honduras, và sinh sống trong vùng đầm lầy ngập mặn nước lợ rộng 8 kilômét vuông (3,1 dặm vuông Anh). Người ta tin rằng C. bakeri bị đẩy tới đầm lầy ngập mặn do không cạnh tranh được với loài C. similis to lớn, mạnh mẽ hơn thường sống ở vùng khô ráo hơn của Utila. Hai loài này có thể lai và con lai sinh ra có thể sống. Từ quan điểm tiến hóa và sinh thái học, sống ở rừng ngập mặn nước lợ cần sự thích nghi đặc biệt về chế độ ăn và hành vi. Nó là một trong hai loài thằn lằn chỉ sống ở rừng ngập mặn, loài còn lại là Anolis utilensis.